# Mary Duncan
Mary Duncan (* 13. August 1894 in Luttrellville, Virginia; † 9. Mai 1993 in Palm Beach, Florida) war eine US-amerikanische Schauspielerin.

## Leben
Mary Duncan hatte bereits als Teenager Bühnenerfahrung gesammelt und ihre erste Rolle 1910 in dem Broadway-Stück Welcome to Our City erhalten. Seit Beginn der 1920er Jahre war sie dann regelmäßig am Broadway zu sehen, spielte u. a. in Face Value (1921) und New Toys (1924).  Nachdem sie für ihre Darstellung der „Poppy“ in dem sehr erfolgreichen Theaterstück The Shanghai Gesture mit guten Kritiken bedacht worden war, wechselte sie ins Filmgeschäft. Zu ihren bekanntesten Filmen gehören Vier Teufel (1928) und Unser täglich Brot (1930), die beide von Friedrich Wilhelm Murnau inszeniert wurden.
Ihren letzten Filmauftritt hatte sie neben Katharine Hepburn in dem Drama Morgenrot des Ruhms (1933). Noch im selben Jahr heiratete sie den Polospieler und Teppichfabrikanten Stephen Sanford, den sie 1931 über Marion Davies kennengelernt hatte und beendete ihre Schauspielkarriere. Die Ehe bestand bis zu Sanfords Tod im Jahre 1977.
Seit  ihrer Vermählung lebte sie in Palm Beach, wo sie vor allem als Veranstalterin großer Festlichkeiten und diverser Wohltätigkeitsveranstaltungen in Erinnerung blieb. Sie war eng mit Rose Kennedy befreundet.

## Filmographie
- 1927: Very Confidential
- 1928: Soft Living
- 1928: Vier Teufel (Four Devils)
- 1929: Thru Different Eyes
- 1929: Die erste Frau im Leben (The River)
- 1929: Manuela (Romance of the Rio Grande)
- 1930: Unser täglich Brot (City Girl)
- 1930: Kismet
- 1930: The Boudoir Diplomat
- 1931: Men Call It Love
- 1931: Five and Ten
- 1931: The Age for Love
- 1932: State’s Attorney
- 1932: Thirteen Women
- 1932: The Phantom of Crestwood
- 1933: Morgenrot des Ruhms (Morning Glory)

## Theaterauftritte
- 1910: Welcome to Our City
- 1921/22: Face Value
- 1922/23: The Egotist
- 1924: New Toys
- 1925: All Wet
- 1925: Human Nature
- 1926: The Shanghai Gesture